# Prascorsano
Prascorsano é uma comuna italiana da região do Piemonte, província de Turim, com cerca de 755 habitantes. Estende-se por uma área de 6 km², tendo uma densidade populacional de 126 hab/km². Faz fronteira com Cuorgnè, San Colombano Belmonte, Canischio, Pratiglione, Valperga, Pertusio, Rivara.

## Demografia
| Variação demográfica do município entre 1861 e 2011                               |
|                                                                                   |
| Fonte: Istituto Nazionale di Statistica (ISTAT) - Elaboração gráfica da Wikipedia |